# سان سيفيرينو (سينتولا)
سان سيفيرينو (بالإيطالية: San Severino)‏ هي قرية صغيرة (فراتسيوني) تابعة لبلدية سينتولا، في مقاطعة سلرنو بمنطقة كمبانية، جنوب إيطاليا. عام 2011 وصل عدد سكانها إلي 435 نسمة.